# Gabino Puche
Pour les articles homonymes, voir Puche (homonymie).
Gabino Puche Rodríguez-Acosta, né le 1er avril 1949, est un homme politique espagnol membre du Parti populaire (PP).

## Biographie

### Vie privée
Il est veuf et père de deux filles.

### Activités politiques
Il est sénateur pour la IIIe législature, député au Congrès des députés de 1993 à 2015 et député au Parlement d'Andalousie de 1982 à 1994.
Le 20 décembre 2015, il est élu sénateur pour Jaén au Sénat et réélu en 2016.